# Król Dawid (miniserial)
Król Dawid (Rei Davi ) – brazylijski serial telewizyjny z 2012 roku. Serial jest opartą na Biblii biografią króla Izraela Dawida.

## Obsada[2]
- Leonardo Brício - Dawid
- Renata Dominguez -	Batszeba
- Maria Ribeiro - Mikal
- Gracindo Júnior - Saul
- Angela Leal
- Marly Bueno - Achinoam
- Sonia Lima
- Paulo Figueiredo - Achitofel
- Roger Gobeth - Amnon
- Thierry Figueira
- Iran Malfitano - Abner
- Rodrigo Phavanello - Eliab
- João Vitti - Joab
- Cláudio Fontana - Jonatan
- Léo Rosa 	- Absalom
- Bianca Castanho
- Roberta Gualda
- Camila Rodrigues
- Raymundo de Souza
- Vitor Hugo
- Leandro Léo - młody Dawid
- Clemente Viscaíno - Jesse
- André Segatti
- Thelmo Fernandes - prorok Natan
- Cacau Mello
- Cibele Larrama
- Gabriel Gracindo
- Júlia Fajardo - Tamar
- Rômulo Estrela
- Roney Villela - Doeg
- Alexandre Barillari - Uriasz Hetyta
- Isaac Bardavid - Samuel
- Yunes Chami - Achimelek
- Oberdan Júnior
- Daniel Andrade - Iszbaal
- Eduardo Semerjian
- Élder Gatelly - Abiatar
- Daniel Bouzas
- Janaína Ávila - Abigail
- Felipe Kannenberg
- Daniel Ávila
- Thaís Vaz - Maaka
- Atalaia Nunes - Goliat